# چرمشهر
چرمشهر، شهرک صنعتی از توابع بخش جوادآباد شهرستان ورامین در استان تهران ایران است. همچنین قطعه ۴ آزادراه غدیر از این منطقه آغاز می شود. 

## جمعیت
این شهرک صنعتی در دهستان بهنام عرب جنوبی قرار دارد و براساس سرشماری مرکز آمار ایران در سال ۱۳۸۵، جمعیت آن ۲۵۱ نفر (۱۱۹خانوار) بوده‌است.